# 愛群清真寺
22°16′39″N 114°10′44″E / 22.27750°N 114.17889°E
愛群清真寺（英語：Ammar Mosque），全名愛群清真寺暨林士德伊斯蘭中心（英語：Ammar Mosque and Osman Ramju Sadick Islamic Centre），又名灣仔清真寺，是香港第四間清真寺，位於香港灣仔愛群道40號。清真寺在1967年落成，並在1981年重建。

## 外部連結
维基共享资源上的相關多媒體資源：愛群清真寺